# Poème Symphonique para 100 metrónomos
Poème Symphonique para 100 metrónomos es una obra compuesta por György Ligeti en 1962. Fue escrita durante su breve contacto con el movimiento Fluxus.
Para su ejecución se requiere la presencia de diez "intérpretes", cada uno encargado de diez de los cien metrónomos. Los metrónomos se ubican sobre una plataforma, se les da cuerda al máximo y se ajustan a distintas velocidades. Una vez preparados, a la señal del director, se inician intentando que sea de manera simultánea. Los artistas salen de escena. A medida que a los metrónomos se les va la cuerda, se van deteniendo uno tras otro, la periodicidad en el sonido se hace perceptible y comienza a distinguirse un metrónomo de otro. La pieza suele terminar con un único metrónomo oscilando durante unos pocos pulsos, seguidos por silencio. Entonces entran de nuevo los intérpretes a escena.
La polémica que suscitó la primera representación fue suficiente para provocar la cancelación de una emisión prevista por la televisión holandesa , que se había grabado dos días antes en una recepción oficial en el Ayuntamiento de Hilversum el 13 de septiembre de 1963 (Ligeti 1997, 7, 11). "En su lugar, emitieron un partido de fútbol" (Ligeti 1997, 12). Ligeti considera esta obra una crítica de la situación musical contemporánea, afirmando en este sentido lo siguiente:

«se trata de un tipo especial de crítica, ya que la propia crítica deriva de medios musicales. ... La "partitura verbal" es sólo un aspecto de esta crítica, y es en realidad bastante irónico. El otro aspecto es, sin embargo, la obra en sí. ... Lo que me molesta hoy en día se encuentra por encima de todas las ideologías (todas las ideologías, ya que son obstinadas e intolerantes hacia los demás), y Poème Symphonique está dirigida sobre todo contra ellos. Así que estoy en cierta medida orgulloso de que yo pudiera expresar crítica sin texto alguno, con música solo. No es casualidad que Poème Symphonique fuera rechazada tanto por la pequeña burguesía (véase la cancelación de la emisión televisiva en los Países Bajos), como por los aparentemente radicales .... las actitudes del radicalismo y la pequeña burguesía no están tan lejos una de otra ; tanto llevar las anteojeras de los estrechos de miras.» (Ligeti, citado en Nordwall 1971, 7-8)

El Poème symphonique fue la última de las event-scores (partituras de sucesos) de Ligeti, y marca el final de su breve relación con el movimiento Fluxus (Drott 2004, 222).
La pieza ha sido grabada en numerosas ocasiones, pero solo se ha ejecutado ocasionalmente debido a la dificultad de reunir una cantidad tan grande de metrónomos.